# Johnny Aitken
Johnny Aitken (ur. 3 maja 1885 roku w Indianapolis, zm. 15 października 1918 roku tamże) – amerykański kierowca wyścigowy.

## Kariera
W swojej karierze Aitken startował głównie w Stanach Zjednoczonych w mistrzostwach AAA Championship Car oraz towarzyszącym mistrzostwom słynnym wyścigu Indianapolis 500. W drugim sezonie startów, w 1910 roku odniósł dwa zwycięstwa i czterokrotnie stawał na podium. Z dorobkiem 715 punktów został sklasyfikowany na piątej pozycji w klasyfikacji generalnej. Pięć lat później wygrał jeden wyścig, jednak nie zaliczany do klasyfikacji mistrzostw. W sezonie 1916 wywalczył pole position do wyścigu Indy 500. Jednak na 69 okrążeniu wyeliminowała go awaria zaworu silnika. W mistrzostwach AAA siedmiokrotnie stawał na podium, w tym pięciokrotnie na jego najwyższym stopniu. Między innymi trzykrotnie wygrywał na torze Indianapolis Motor Speedway oraz odniósł zwycięstwo w Grand Prix Stanów Zjednoczonych. Jednak brak punktów w najwyżej punktowanym 500-milowym wyścigu Indianapolis pozbawił go mistrzowskiego tytułu i w klasyfikacji generalnej był drugi. Zmarł z powodu grypy hiszpanki.